# Aquarius-Wassermuseum

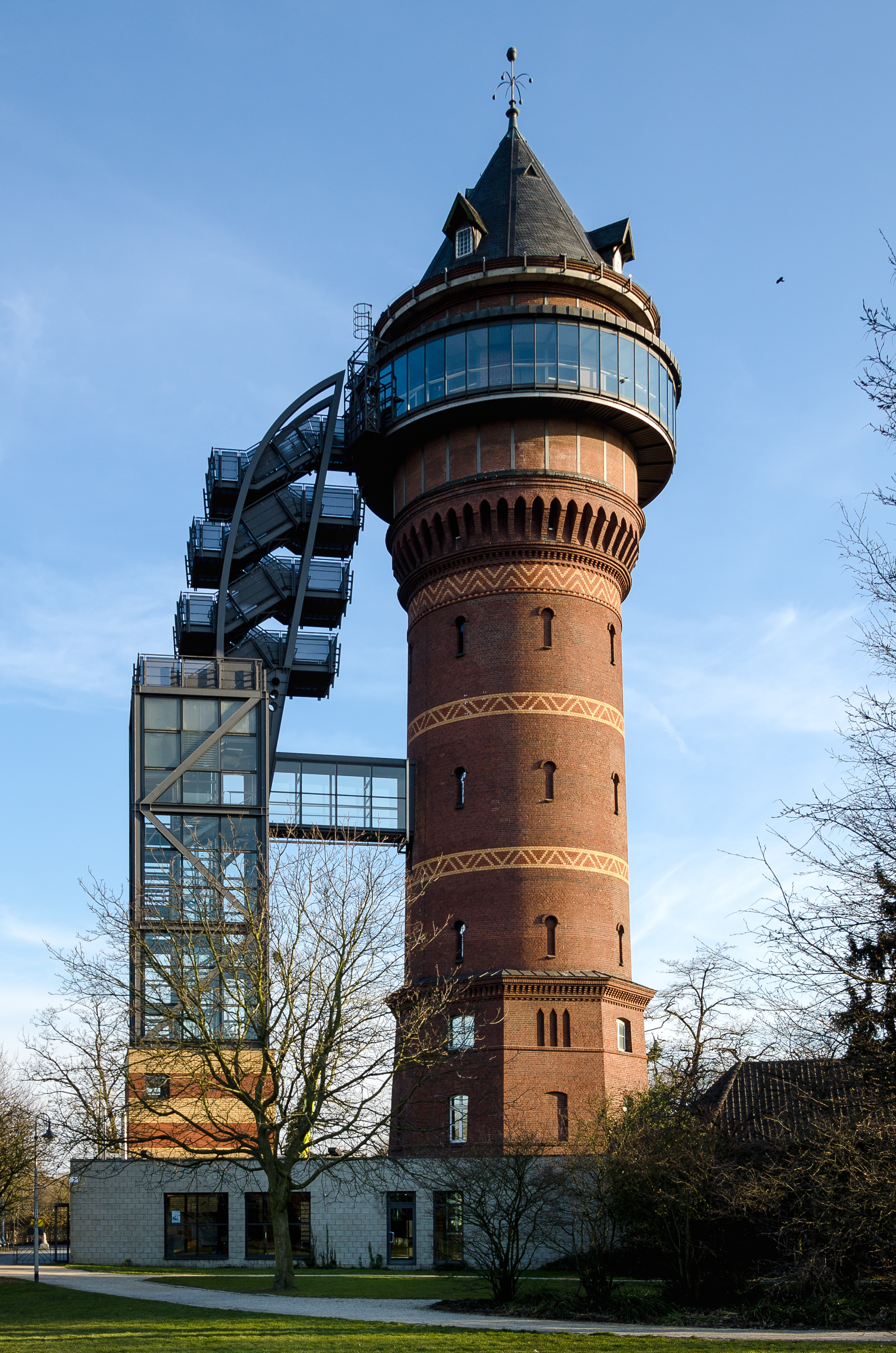
Außenansicht bei Tag …

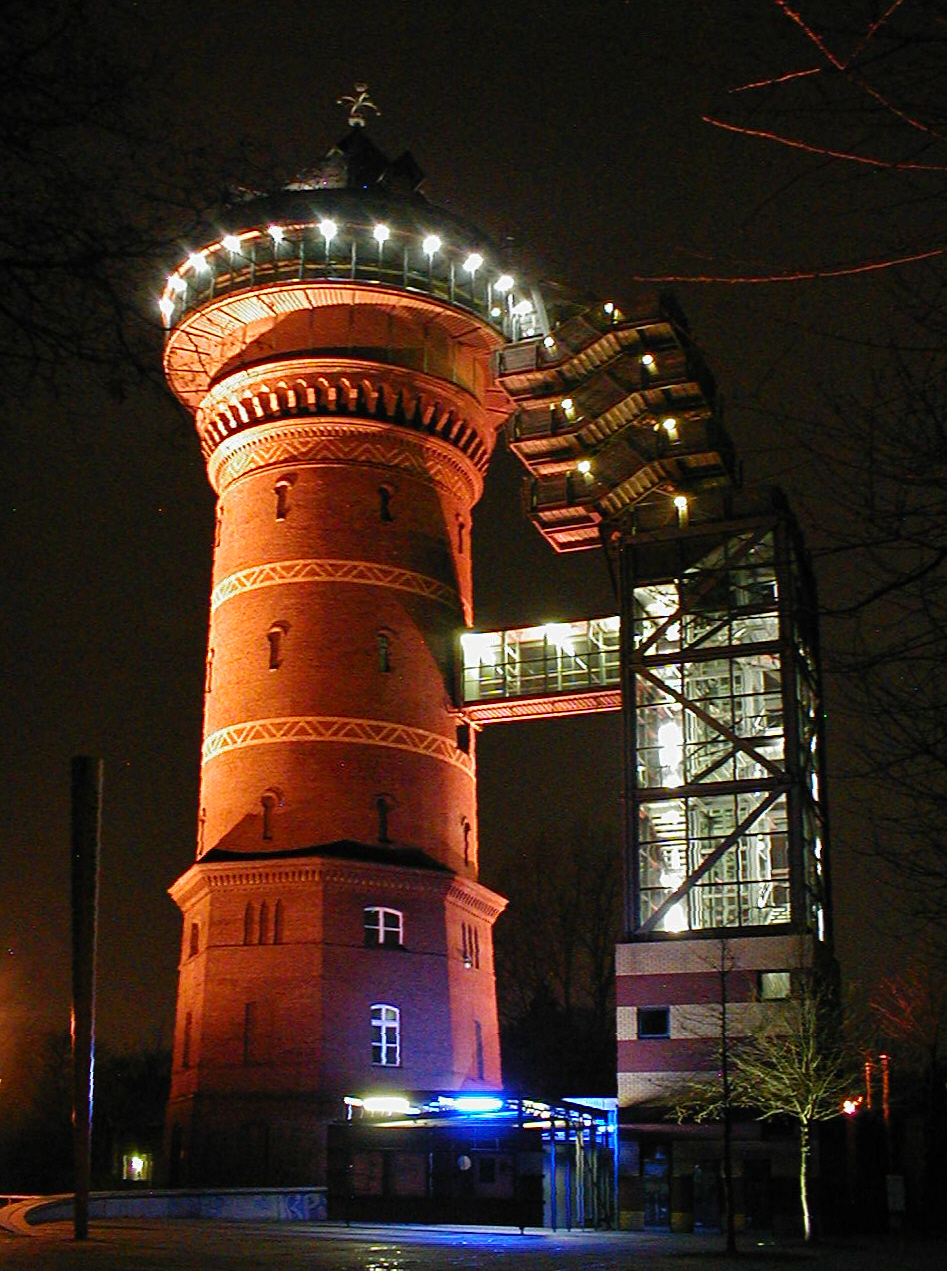
… und bei Nacht

Das Aquarius Wassermuseum in Styrum, einem Stadtteil von Mülheim an der Ruhr, befindet sich in einem stillgelegten Wasserturm. Es gehört zur Route der Industriekultur.
August Thyssen ließ 1892/93 den 50 Meter hohen Turm zur Versorgung seiner nahe gelegenen Röhren- und Walzwerke sowie der Gemeinde Styrum errichten. Im Jahr 1912 wurde das Gebäude an die neu gegründete Rheinisch-Westfälische Wasserwerksgesellschaft (RWW) verkauft, die bis heute Betreiberin des Museums ist. Der 1982 stillgelegte und seit dem 26. Mai 1989 unter Denkmalschutz stehende Turm wurde im Rahmen der Landesgartenschau „MüGa“ bis zum Jahr 1992 saniert und zum Museum umgebaut.
Die preisgekrönte Ausstellung informiert mit Computersimulationen, Filmen und Spielen über Ursprung, Kreislauf und Erscheinungsformen von Wasser und Virtuellem Wasser. Ein gläserner Aufzug führt durch den früher 500.000 Liter fassenden Wasserbehälter. Oben kann von einem Rundgang in etwa 40 Metern Höhe auf das Ruhrtal und die Städte der Umgebung geschaut werden.